# Sida hassleri
Sida hassleri är en malvaväxtart som beskrevs av Bénédict Pierre Georges Hochreutiner. Sida hassleri ingår i släktet sammetsmalvor, och familjen malvaväxter. Inga underarter finns listade i Catalogue of Life.